# Gieterse roeiboot

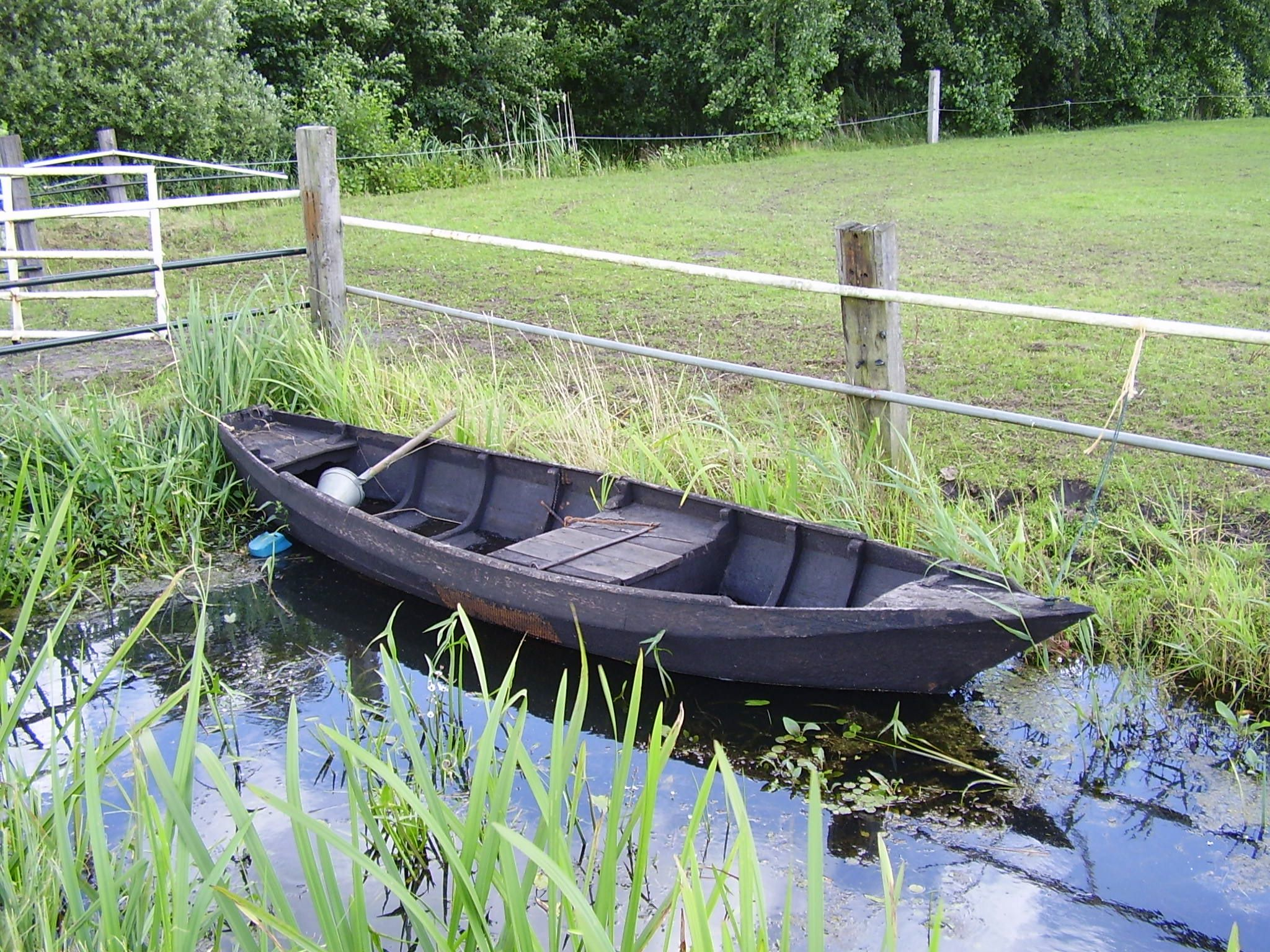
Gieterse roeiboot met bun

De Gieterse roeiboot is een klein traditioneel houten bedrijfsvaartuig uit Giethoorn en de omliggende streken in Overijssel en Friesland. In Giethoorn is de dialectbenaming 'botie' en in Kampen werd zij vaak 'botien' genoemd. De maten variëren in de literatuur. Gait L. Berk geeft op: 5,10 meter lang en 1,18 meter breed. Schutten geeft een lengte op van 4,7 meter en grootste breedte van 1,0 meter van het kleinste bootje en van 5,5 meter bij 1,1 meter voor de grootste variant.
De basis van roeiboot is het vlak, dat uit drie delen bestaat en dat 4,25 meter lang is en 0,90 meter breed. De zijden zijn niet naar bij boeg niet in een kromming gebrand zoals bij punters, maar met mankracht gebogen. Ze vallen om de binnensteven heen waarbij de ene zijde met de kopse kant tegen de zijkant van de andere is bevestigd. Aan de achterzijde hebben de bootjes doorgaans een spiegeltje, maar ook bootjes met een voor- en achtersteven kwamen voor. De roeibootjes hebben vaak een boeisel, maar ook exemplaren zonder een boeisel kwamen voor. Sommige roeibootjes konden door 2 personen geroeid worden, andere slechts door 1 persoon. Het materiaal is vaak eikenhout, maar ook vurenhout werd gebruikt, evenals plaatijzer.
De bootjes vormden de kleinste vaartuigen van de Gieterse botenfamilie (het "gevaer"). Vermoedelijk is het gebruik in Giethoorn sterk toegenomen nadat begin 19e eeuw de zevenspants-punters waren verdreven door achtspantspunters. Door de eenvoudige bouwwijze in vergelijking met punters waren ze goedkoper. Doordat het bouwen minder specialistisch was werden ze niet alleen door punterwerven vervaardigd, maar ook door bootjesbouwers en timmermannen.
Roeibootjes werden geroeid, zoals de naam als zegt, maar werden ook veelvuldig geboomd. Sommigen exemplaren waren geschikt om te zeilen.
Het gebruik vroeger in Giethoorn was gevarieerd. Ze werden gebruikt om te gaan melken, door vissers waarbij exemplaren waren uitgerust met een bun. Ook postbodes en de veldwachter maakten gebruik van het bootje.
Gieterse bok · Gieterse punter · Gieterse roeiboot · Giethoorns vlot